# Джейн Сиймур
Вижте пояснителната страница за други личности с името Джейн Сиймур.
Джейн Сиймур (на английски: Jane Seymour) е кралица на Англия и трета съпруга на Хенри VIII, също и негова трета братовчедка. Умира вследствие на усложнения след раждането на нейното единствено дете Едуард VI – бъдещият крал на Англия.

## Управление
Като кралица Джейн е била строга и официална. Близка е само със своите женски роднини – Ан Стенхоуп (съпругата на нейния брат) и сестра си Елизабет Сиймур. Бляскавият социален живот и екстравагантността в свитата на кралицата, които взимат връх по времето на Ан Болейн, са заменени от строгите норми за благоприличие по времето на Сиймур.
По отношение на политиката Джейн била консеративна. Нейната единствена намеса във вътрешните работи на страната е през 1536 г., когато тя помага за помилване на участниците в пилигримски бунт, но нейната молба е безжалостно отхвърлена от Хенри VIII, като ѝ напомнил за съдбата на другите му съпруги, които имали смелостта да се бъркат в неговите дела.
След смъртта ѝ е погребана в Уиндзорския замък. След кончината на Хенри, той е положен до Сиймур.